# Bucht von Illana
Die Bucht von Illana ist ein Teil des Golfes von Moro im südwestlichen Teil der Insel Mindanao auf den Philippinen.
An diesen Meeresbusen grenzen die philippinischen Provinzen Zamboanga del Sur, Lanao del Norte, Lanao del Sur sowie ein Teil von Shariff Kabunsuan. Unweit der Bucht erhebt sich der 1.940 Meter hohe Vulkan Makaturing in der Provinz Lanao del Sur. An der südöstlichen Küste der Bucht erhebt sich das stark zerklüftete Daguma-Gebirge.
Die größten Häfen sind Pagadian City an ihrem westlichen und Cotabato City an ihrem östlichen Ende. Bei Pagadian City ist die Bucht noch weiter ausgebildet. Diese Ausbildung trägt den Namen Bucht von Pagadian.  
Bei Cotabato mündet der Mindanao River nach einem Lauf 320 km in die Bucht von Illana.